# 寺島宗則
寺島 宗則（てらしま むねのり、1832年6月21日〈天保3年5月23日〉 - 1893年〈明治26年〉6月6日）は、日本の政治家。爵位は伯爵。元は松木 弘安（まつき こうあん）、別字に弘菴、弘庵、洪庵。通称は寺島改姓後に陶蔵と名乗った。日本の電気通信の父と呼ばれる。第4代外務卿として活躍した。

## 来歴・人物
天保3年（1832年）、薩摩国出水郡出水郷脇本村字槝之浦（現・鹿児島県阿久根市脇本字槝之浦）の郷士・長野成宗の次男として生まれる（幼名徳太郎、後に藤太郎）。5歳のとき、跡継ぎがいなかった伯父で蘭方医の松木宗保の養嗣子となり、長崎で蘭学を学ぶ。
弘化2年（1845年）、江戸に赴き伊東玄朴、川本幸民より蘭学を学び、安政2年（1855年）より中津藩江戸藩邸の蘭学塾（慶應義塾の前身）に出講する。安政3年（1856年）、蕃書調所教授手伝となった後、帰郷し薩摩藩主・島津斉彬の侍医となったが、再度江戸へ出て蕃書調所に復帰した。蕃書調所で蘭学を教える傍ら、安政4年（1857年）から英語を独学しはじめ、安政5年（1858年）に横浜で貿易実務に関わったことをきっかけに、翌安政6年（1859年）から本格的に英語を学ぶ。文久元年（1861年）には、英語力が買われて幕府の遣欧使節団の西洋事情探索要員として、福澤諭吉、箕作秋坪とともに抜擢された。
文久2年（1862年）、幕府の第1次遣欧使節（文久遣欧使節）に通訳兼医師として加わる。この時、欧州でオランダ語がまったく重要視されていないことを知り、英学派に転ずる。翌年に帰国して鹿児島に戻る。文久3年（1863年）の薩英戦争においては五代友厚とともにイギリス軍の捕虜となる。慶応元年（1865年）、薩摩藩遣英使節団に参加し欧州を再訪。渡欧中にはイギリス外務省との外交交渉などを行った。ユニヴァーシティ・カレッジ・ロンドン構内に設置されている記念碑は、当時関わった一人として「寺島宗則」の名前を刻んでいる

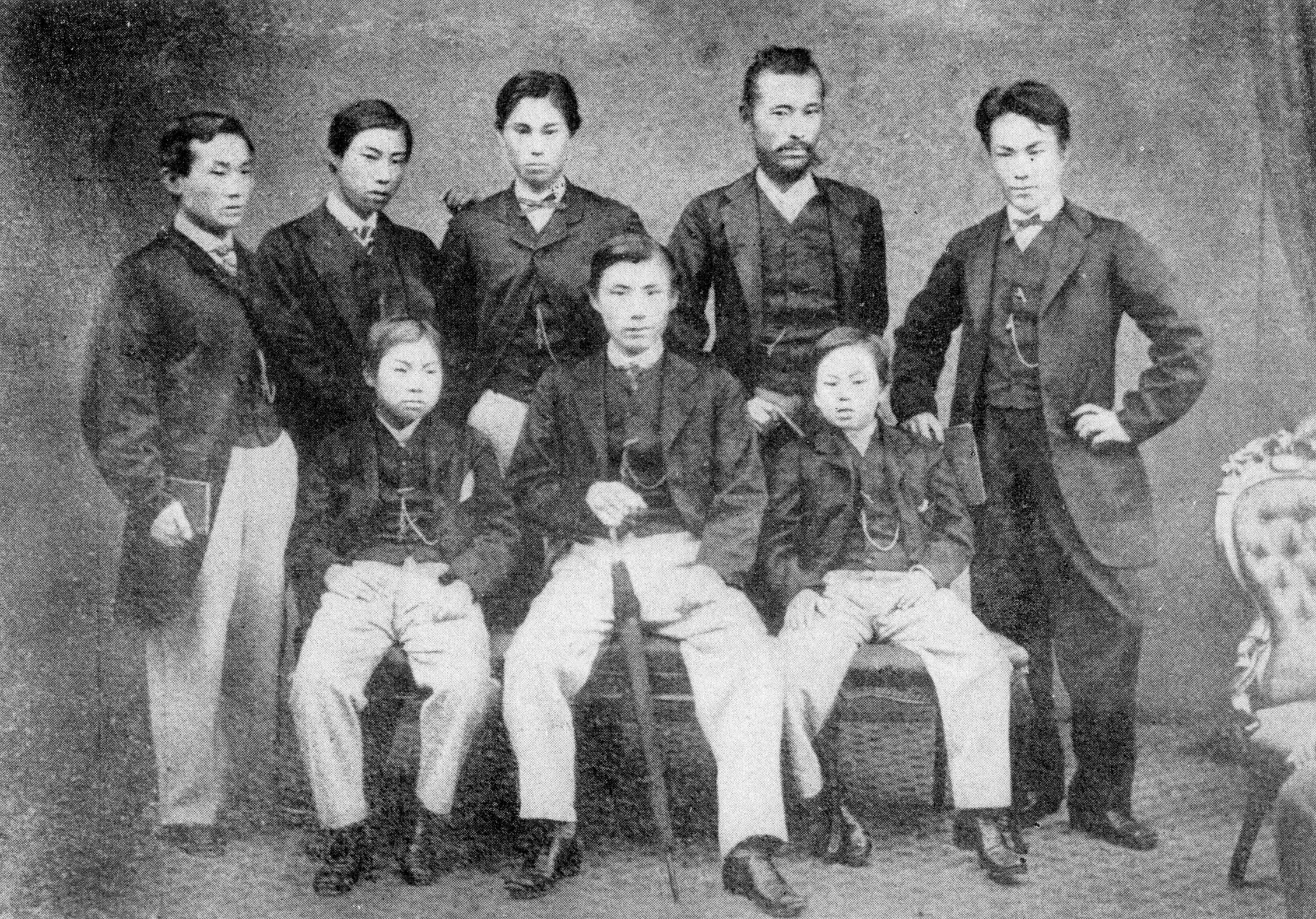
慶応年間薩藩留学生。（後列左から）田中静洲、町田申四郎、鮫島尚信、寺島宗則、吉田清成。（前列左から）町田清蔵、町田久成、磯永彦助。

明治維新後、遣欧使節での経験を生かして外交官となる。慶応3年（1867年）11月、全国の土地と人民を朝廷に返還するよう求める版籍奉還の建白書を藩主の島津忠義に提出した。また、この頃、鹿児島城下の洋学校「開成所」で、園田孝吉、有島武、鮫島武之助、田尻稲次郎らに、英学を教授する。 明治元年（1868年）にはスペインとの日西修好通商航海条約の締結に関わり、同4年（1871年）にはハワイ王国との日布通商条約締結の際の日本側全権を任されている。明治5年（1872年）、初代の在イギリス日本公使となる。

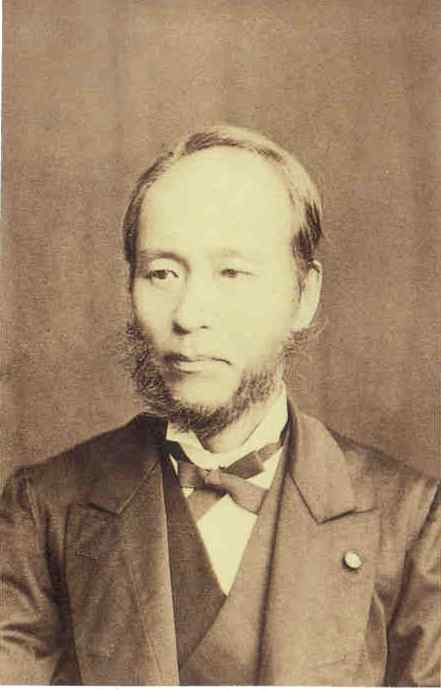
1880年頃撮影

明治6年（1873年）、参議兼外務卿となる。政府の財政難から関税自主権回復を目指し、諸外国との条約改正に臨み、アメリカとの交渉は良好に進むがイギリスの反対やドイツ船ヘスペリア号事件などもあって条約改正への希望を挫折せざるを得なくなり、明治12年（1879年）に外務卿を辞職。その後、文部卿、元老院議長、在アメリカ日本公使、枢密顧問官、枢密院副議長などを歴任した。
明治17年（1884年）には伯爵に叙され、翌年には東京学士会院会員となった。
明治26年（1893年）、62歳で死去。

## 憲法上の帝国議会の位置づけ
明治22年（1889年）の枢密院での憲法制定の御前会議において、当時枢密顧問官であった寺島宗則は、議長・伊藤博文の提出した憲法草案には、帝国議会に発議権を付与する項目がないことを問題としこれを付与すべきと主張した。そして議論の結果、ついに憲法上に帝国議会の発議権を明記させることに成功した。

## 栄典
位階
- 1886年（明治19年）10月20日 - 従三位[11]
- 1887年（明治20年）4月12日 - 正三位[12]

勲章等
- 1884年（明治17年）7月7日 - 伯爵[13]
- 1889年（明治22年）11月25日 - 大日本帝国憲法発布記念章[14]

## 墓所・霊廟・銅像
墓所は品川区の海晏寺の非公開墓域にある。

若き薩摩の群像

昭和57年（1982年）、鹿児島中央駅前東口広場に彫刻家の中村晋也が制作した薩摩藩英国留学生の像『若き薩摩の群像』の一人として銅像が建てられている。

## 著作
- 『財政弁偽』 三宅宅三、1882年10月
- The Proposed National Assembly in Japan. Gibson Brothers, Printers, 1883.
- 『寺島伯論説』 庚寅新誌社、1891年9月-1892年4月（全2編）
- 『民富邇言』 庚寅新誌社、1892年8月
- 「寺島伯自記略伝」（『日本大家論集』第6巻第3号-第12号、博文館、1894年3月-12月）
  - 「寺島宗則自叙伝」（『伝記』第3巻第4号-第6号、伝記学会、1936年4月-6月 ／ 伝記学会編『復刻 伝記』第5巻-第6巻、広文庫、1975年）
  - 寺島宗則、一戸隆次郎著 『寺島宗則自叙伝 榎本武揚子』 ゆまに書房〈日本外交史人物叢書〉、2002年12月、ISBN 4843306770

## 家族
- 父：長野成宗 - 薩摩藩士
- 母：不詳

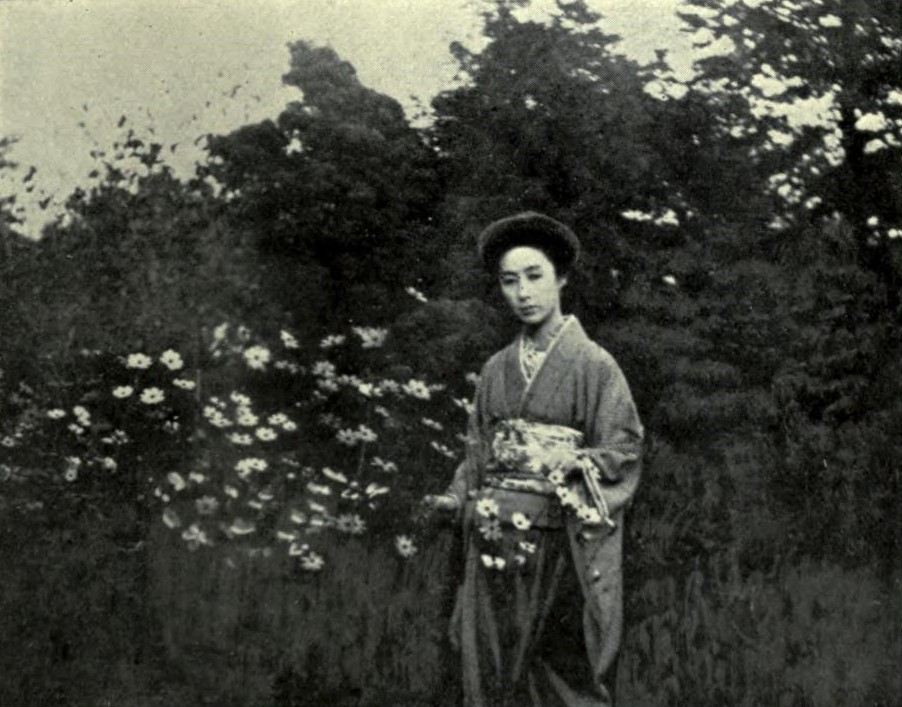
妻の寺島茂登子

- 養父：松木宗保（1786 - 1845）- 号は雲徳。
- 妻：茂登子（1842 - 1927）[16] - 庄内藩侍医・曾昌啓長の娘。[17]。曾家は明からの帰化人で代々日本で医業を家業とする一族[18]。
  - 長女：多恵子（1867 - 1934）- 長崎省吾の妻。
  - 長男：誠一郎（1870 - 1929）- 貴族院伯爵議員。
  - 次男：豊次郎（1871 - 1922）- 妻は九鬼隆義の娘・憲子。